# Kotkasaari (ö i Södra Savolax, Nyslott, lat 62,13, long 28,15)
Kotkasaari är en ö i Finland. Den ligger i sjön Haukivesi och i kommunen Rantasalmi i den ekonomiska regionen  Nyslotts ekonomiska region  och landskapet Södra Savolax, i den sydöstra delen av landet, 270 km nordost om huvudstaden Helsingfors. Öns area är 16,8 hektar och dess största längd är 1,2 kilometer i öst-västlig riktning.